# Gilvan Gomes Vieira
Gilvan Gomes Vieira meglio conosciuto come Esquerdinha (Pinheiro, 9 aprile 1984) è un ex calciatore brasiliano, di ruolo centrocampista.

## Carriera
Ha giocato in Brasile con Atlético Mineiro e URT, in Svezia con l'Örgryte, in Georgia con Dinamo Tbilisi e Zest'aponi e in Corea del Sud con il Jeju United, per trasferirsi poi in Spagna, prima all'Huesca, poi all'Hércules e quindi all'Eibar.

## Palmarès

### Club

#### Competizioni nazionali
- Campionato georgiano: 1

Dinamo Tbilisi: 2004-2005
- Coppa di Georgia: 1

Zest'aponi: 2007-2008